# كيكو تاكشيتا
كيكو تاكشيتا (بالكانا:たけした けいこ) هي ممثلة يابانية، ولدت في 15 سبتمبر 1953 في اليابان.

## أعمال

### أفلام
- (2010) آريتي المقترضة[3]
- (2011) من أعلى تلة الخشخاش[4]
- (2013) مهب الريح[5][6]

## وصلات خارجية
- كيكو تاكشيتا على موقع IMDb (الإنجليزية)
- كيكو تاكشيتا على موقع ألو سيني (الفرنسية)
- كيكو تاكشيتا على موقع ميوزك برينز (الإنجليزية)
- كيكو تاكشيتا على موقع أول موفي (الإنجليزية)
- كيكو تاكشيتا على موقع قاعدة بيانات الأفلام السويدية (السويدية)
- كيكو تاكشيتا على موقع قاعدة بيانات الفيلم (الإنجليزية)
- كيكو تاكشيتا على موقع كينوبويسك (الروسية)